# Liza Koshy
Liza Koshy född 31 mars 1996 i Houston, är en amerikansk skådespelare.
Koshy har bland annat medverkat i TV-serierna Liza on Demand (2018–2021) och Hamster & Gretel (2022–2023). Hon har även medverkat i filmen Ruby – Havsmonstret från 2023.

## Filmografi (i urval)
- 2018–2021: Liza on Demand
- 2022–2023: Hamster & Gretel
- 2023: Ruby – Havsmonstret
- 2024: A Familiy Affair
- 2024 – Players
- 2024 – My Ex-Friend's Wedding